# Воля-Ласкажевська
Воля-Ласкажевська (пол. Wola Łaskarzewska) — село в Польщі, у гміні Ласкажев Ґарволінського повіту Мазовецького воєводства.
Населення — 376 осіб (2011).
У 1975-1998 роках село належало до Седлецького воєводства.

## Демографія
Демографічна структура станом на 31 березня 2011 року:
|          | Загалом | Допрацездатний вік | Працездатний вік | Постпрацездатний вік |
| -------- | ------- | ------------------ | ---------------- | -------------------- |
| Чоловіки | 180     | 48                 | 121              | 11                   |
| Жінки    | 196     | 40                 | 119              | 37                   |
| Разом    | 376     | 88                 | 240              | 48                   |